# 津坂東陽
津坂 東陽（つさか とうよう、1758年2月4日（宝暦7年12月26日）- 1825年10月5日（文政8年8月23日））は、江戸時代後期の儒学者である。名は孝綽、字は君裕。通称は常之進。姓は津阪とも表記される。本姓は山田。

## 経歴・人物
伊勢に生まれ、幼年期から上洛し京都で古学を独学で学び私塾を開講する。その後は伊勢に戻り、当時津藩主を務めていた藤堂高嶷からの招聘で同藩儒官となり後に伊賀の上野にて儒学の教鞭を執った。
1819年（文政2年）には津藩校有造館の建造や多くの著書の執筆に携わり、後に同校の初代督学および侍講として活動した。なお詩人の津坂治男は東陽の子孫とされている。

## 主な著作物

### 主著
- 『夜航詩話』
- 『聿修録』

### その他の著書
- 『孝経発揮』
- 『東陽先生詩文集』